# Jaroslav Baumbruck
Jaroslav Baumbruck (23. listopadu 1921 v Praze - 23. srpna 1960 ve Varně) byl český výtvarník, akademický malíř a ilustrátor, manžel akademické sochařky Věry Merhautové, otec Michala Baumbrucka. 

## Stručný životopis

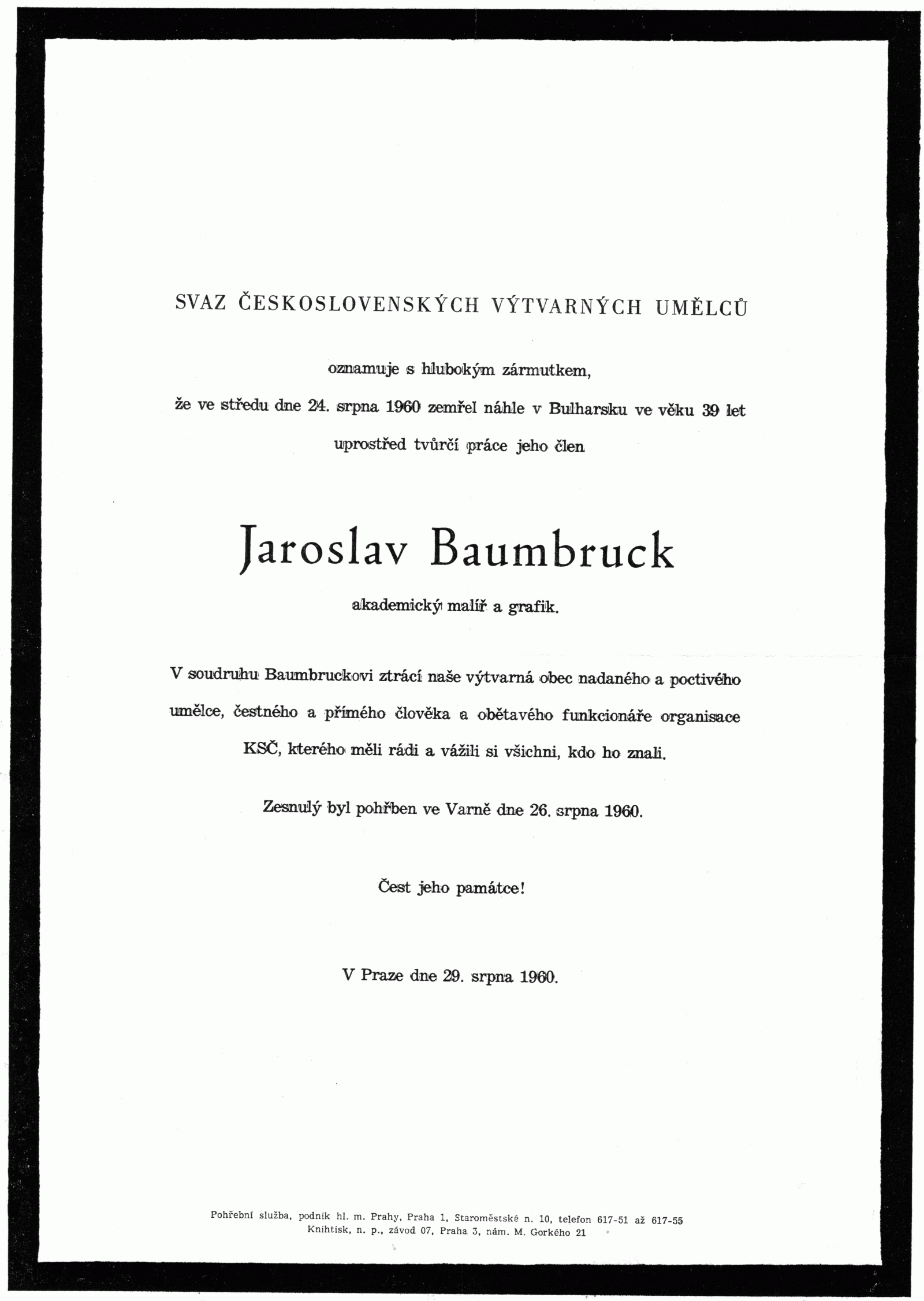
Oznámení o úmrtí J. Baumbrucka

V letech 1945 až 1950 studoval na Akademii výtvarných umění v Praze u profesora Otakara Nejedlého. Vystavoval na členských výstavách SČSVU (Svaz československých výtvarných umělců), na III. přehlídce československého výtvarného umění (1955) v Jízdárně Pražského hradu, od roku 1955 na Pražských salónech, na výstavě k 10. výročí Února (1958). V soutěži k 15. výročí osvobození (1960) získal za obraz "Bratislava" čestné uznání. Působil též jako ilustrátor (viz níže). V letech 1956 až 1960 podnikal studijní cesty do zahraničí (viz níže). Zemřel ve Varně 23. srpna 1960 (ve věku 38 let), kde byl také pohřben. 

## Studijní cesty do zahraničí
- 1956 - po Labi do Hamburku
- 1958 - do přístavů Středozemního moře
- 1959 - do Francie
- 1960 - do Sovětského svazu
- 1960 - do Bulharska [p 2]

## Charakter tvorby
- V tuzemsku byl inspirován jihočeskou krajinou kolem Bělčic (louky, rybníky, stráně, potoky); krajinomalba pojatá epicky a nesentimentálně s důrazem na drobnopis; je zobrazována neexaltovaně; kompozice rozložena přesvědčivě ale mírně po celé ploše obrazu. [4]
- V cizině byl inspirován námořními přístavy; v obrazech je zachycen jejich šedavý rozjitřený nepokoj. [4] (Hamburk, Marseille, Kyjev)
- Po období, kdy maloval tovární haly, stroje a lidi kolem nich našel své zdroje inspirace v ulicích Prahy a u jihočeských rybníků. Oblíbenými motivy byl smíchovský přístav, holešovický přístav, zákoutí Starých Dejvic, Karlův most, břehy Vltavy pod Vyšehradem atd. [5]

V oparech, šedích a modřích vody a nebe, v siluetách trupů lodí hamburského přístavu cítíš něco osudového, život tisíců dělníků a námořníků ... Ve svých krajinách se hluboce zamýšlel nad životem člověka. Střídá se v nich klid s dramatem, neklid s vážnou monumentalitou. Od prvních pokusů hledání, od obrazů někde ještě nesmělých a úzkostlivě malovaných k zářivějším tónům jasně znějícím ve slunečné Praze, přístavech jižních moří, ve vysokém nebi nad jihočeskými rybníky. Je v nich důvěra v lidstvo.
o tvorbě J. Baumbrucka, Jiří Bursík (1961), 

## J. Baumbruck jako ilustrátor
- Cach, Vojtěch. Náklad do Hamburku. 1. vyd. Praha: SNDK, 1959. 216, [3] s. Střelka; sv. 2. [6] [7]
- Lepešinskaja, Ol'ga Borisovna. Pri prameňoch života (U pramenů života). 1. vyd. Bratislava: SNDK, 1954. 79 s. Knižnica strednej školy; Zv. 47.[8]
- Jugov, Aleksej Kuz'mič. Bessmertije: roman. Moskva: Sovet. pisatel', 1951. 351 s. [9] (Jaroslav Baumbruck ilustroval přebal a kresbu na vazbě) [10] [11]
- Jugov, Aleksej Kuz'mič. Nesmrtelnost. 2. vyd. Praha: Svět sovětů, 1952. 322, [2] s. [12] [13] (Jaroslav Baumbruck ilustroval přebal a kresbu na vazbě) [10] [11]
- Semuškin, Tichon Zacharovič. Žil jsem na Čukotce. 1. vyd., (v ČSSR 8. vyd.). Praha: SPN, 1962. 406, [2] s. Mimočítanková četba. [14] [15] [p 2]

## Výstavy

### Společné výstavy
- 1961 Jaroslav Baumbruck, Věra Merhautová, Staroměstská radnice, Praha [10] [11]